# Ëmëhntëhtt-Rê
Ëmëhntëhtt-Rê è il decimo studio album del gruppo progressive francese Magma, pubblicato il 5 novembre 2009. Parte di esso è stato suonato live fin dal 1975, e può essere trovato in numerosi album sotto forma di estratti o versioni live.

## Tracce
1. Ëmëhntëhtt-Ré I – 6:53
2. Ëmëhntëhtt-Ré II – 22:25
3. Ëmëhntëhtt-Ré III – 13:06
4. Ëmëhntëhtt-Ré IV – 3:54
5. Funëhrarïum Kahnt – 4:19
6. Sêhë – 0:27